# V"jačeslav Zahorodnjuk
V"jačeslav Vasyl'ovyč Zahorodnjuk (in ucraino В'ячеслав Васильович Загороднюк?; Odessa, 11 agosto 1972) è un ex pattinatore artistico su ghiaccio ucraino, fino al 1991 sovietico, specializzato nel singolo.

## Palmarès
- Zahorodnyuk ha rappresentato l'Unione Sovietica fino al dicembre del 1991; la Comunità degli Stati Indipendenti ai Campionati europei e mondiali del 1992; in Team Unificato ai Giochi olimpici del 1992 e l'Ucraina dall'inizio della stagione 1992–93.
- GP: Champions Series (Grand Prix)

| Internazionali                      | Internazionali | Internazionali | Internazionali | Internazionali | Internazionali | Internazionali | Internazionali | Internazionali | Internazionali | Internazionali | Internazionali |
| Evento                              | 1987–88        | 1988–89        | 1989–90        | 1990–91        | 1991–92        | 1992–93        | 1993–94        | 1994–95        | 1995–96        | 1996–97        | 1997–98        |
| ----------------------------------- | -------------- | -------------- | -------------- | -------------- | -------------- | -------------- | -------------- | -------------- | -------------- | -------------- | -------------- |
| Giochi olimpici invernali           |                |                |                |                | 8°             |                |                |                |                |                | 10°            |
| Campionati mondiali                 |                |                | 8°             | 22°            | 10°            |                | 3°             | 6°             | 6°             | 4°             | 4°             |
| Campionati europei                  |                | 6°             | 3°             | 3°             | 4°             |                | 2°             | 3°             | 1°             | 3°             | 7°             |
| GP Finale                           |                |                |                |                |                |                |                |                | 6°             |                |                |
| GP Cup of Russia                    |                |                |                |                |                |                |                |                |                |                | 3°             |
| GP Lalique                          |                |                |                |                |                |                |                |                |                | 2°             |                |
| GP Nations Cup                      |                |                |                |                |                |                |                |                | 1°             |                |                |
| GP Skate America                    |                |                |                |                |                |                |                |                | 4°             | 4°             | 5°             |
| GP Skate Canada                     |                |                |                |                |                |                |                |                | 6°             |                |                |
| Goodwill Games                      |                |                |                | 5°             |                |                | 4°             |                |                |                |                |
| Centennial on Ice                   |                |                |                |                |                |                |                |                | 6°             |                |                |
| Inter. de Paris / Trophée de France |                |                | 1°             | 2°             | 2°             |                | 3°             | 4°             |                |                |                |
| Nations Cup                         |                |                |                |                |                | 3°             |                |                |                |                |                |
| NHK Trophy                          |                |                |                | 3°             | 2°             |                | 2°             | 3°             |                |                |                |
| Skate America                       |                |                |                | 4°             | 6°             | 4°             |                | 5°             |                |                |                |
| Schäfer Memorial                    |                | 1°             | 1°             |                |                |                |                |                |                |                |                |
| Ukrainian Souvenir                  |                |                |                |                |                |                | 2°             | 1°             | 1°             |                |                |
| Internazionali: Junior              |                |                |                |                |                |                |                |                |                |                |                |
| Campionati mondiali                 | 2°             | 1°             |                |                |                |                |                |                |                |                |                |
| Blue Swords                         |                | 1°             |                |                |                |                |                |                |                |                |                |
| Nazionali                           |                |                |                |                |                |                |                |                |                |                |                |
| Campionati ucraini                  |                |                |                |                |                |                | 4°             | 1°             | 1°             | 1°             | 1°             |
| Campionati sovietici                |                |                |                | 2°             | 2°             |                |                |                |                |                |                |